# Лебриха (Колумбия)
Лебриха (исп. Lebrija) — город и муниципалитет в северо-восточной части Колумбии, на территории департамента Сантандер. Входит в состав провинции Метрополитана.

## История
Поселение, из которого позднее вырос город, было основано 1 января 1872 года. Муниципалитет Лебриха был выделен в отдельную административную единицу в 1876 году.

## Географическое положение

Муниципалитет Лебриха

Город расположен в северной части департамента, в горной местности Восточной Кордильеры, к западу от реки Лебрихи, на расстоянии приблизительно 5 километров к западу от города Букараманги, административного центра департамента. Абсолютная высота — 1016 метров над уровнем моря.
Муниципалитет Лебриха граничит на севере и северо-востоке с территорией муниципалитета Рионегро, на востоке и юге — с муниципалитетом Сан-Хуан-де-Хирон, на востоке — с муниципалитетом Сабана-де-Торрес. Площадь муниципалитета составляет 549,85 км².

## Население
По данным Национального административного департамента статистики Колумбии, совокупная численность населения города и муниципалитета в 2015 году составляла 38 560 человек.
Динамика численности населения муниципалитета по годам:
| 2005   | 2006   | 2007   | 2008   | 2009   | 2010   | 2011   | 2012   | 2013   | 2014   | 2015   |
| ------ | ------ | ------ | ------ | ------ | ------ | ------ | ------ | ------ | ------ | ------ |
| 30 980 | 31 665 | 32 372 | 33 110 | 33 844 | 34 590 | 35 356 | 36 138 | 36 926 | 37 739 | 38 560 |

Согласно данным переписи 2005 года мужчины составляли 52,2 % от населения Лебрихи, женщины — соответственно 47,8 %. В расовом отношении белые и метисы составляли 99,9 % от населения города; негры, мулаты и райсальцы — 0,1 %.
Уровень грамотности среди всего населения составлял 88,4 %.

## Экономика
Основу экономики Лебрихи составляет сельское хозяйство.
56,8 % от общего числа городских и муниципальных предприятий составляют предприятия торговой сферы, 31,5 % — предприятия сферы обслуживания, 10,2 % — промышленные предприятия, 1,5 % — предприятия иных отраслей экономики.

## Транспорт
Через город проходит национальное шоссе № 66 (исп. Ruta Nacional 66).